# Хазарасп
Хазарасп (узб. Xazorasp / Хазорасп) — город в Узбекистане, административный центр Хазараспского района Хорезмской области.

## История

### Древний Хазарасп
Хазарасп — один из древнейших городов Средней Азии, расположенный на южной границе Хорезмского оазиса Республики Узбекистан.
Ранний период истории города представлен локальными культурными слоями, керамические материалы которых относятся к 1-й половине 1-го тысячелетия до н.э. и остатками крепостных стен с башнями.
Стены прорезаны стреловидными бойницами и оформлены прямоугольными пилястрами. Внешние стены и углы крепости усилены 4-угольными и квадратными башнями и пилястрами.

### Средневековый Хазарасп
Хазарасп упоминается в историческом труде персидского историка Ат-Табари (IX век). Персидский географ X века ал-Истахри, описывая ирригационные системы Хорезма, упоминает о большом Хазараспском канале, по которому плавали большие суда, а также о городе Хазараспе, расположенном на равнине недалеко от Амударьи.
По данным ал-Макдиси, Хазарасп был большим торговым городом, в нём было много рынков. Хазарасп до начала XIII века, то есть до монгольского нашествия, являлся одним из крупных цветущих торговых городов в течение 300 лет.
В XVIII-XIX веках Хазарасп являлся 2-м значительным городом в ханстве после столицы — Хивы, где проживал один из наследников Хивинского хана. Данные сведения нам оставили иностранные путешественники Томсон, Ефремов, Рукавкин и другие.
В начале XIX века Хазарасп делился на следующие кварталы — Кипчак-Кунград, Ак-Сарай, Хан-Каласи, Май-Дженгил и другие.
В 1830-х годах Хазарасп (Азарыс) — город с около 600 домами, расположен на возвышенности и обнесен крепкой глиняной стеной. Тогда жил здесь брат хана Рахман-Кули-торе. Жители были узбеки, сарты и частично выпущенные на волю персидские рабы. Они занимались торговлей и посылали караваны в Бухару, Персию и Россию.